# ورخنه بلاگووشچنسکویه
ورخنه بلاگووشچنسکویه (به لاتین: Verkhneblagoveshchenskoye) یک منطقهٔ مسکونی در روسیه است که در استان آمور واقع شده‌است.